# Lydoptagelse
Ved en lydoptagelse forstås en proces, der kan registrere en given lyd (tale, musik eller andet), således at den kan gengives igen, eller det fysiske resultat af en sådan proces. En lydoptagelse kan ske rent mekanisk eller med forskellige grader af elektromekanik eller elektronik herunder digitale teknikker.
Ved en lydafspilning eller lydgengivelse forstås en proces, der kan afspille eller gengive en given lyd (tale, musik eller andet). En lydgengivelse kan ske rent mekanisk eller med forskellige grader af elektromekanik eller elektronik herunder digitale teknikker.

## Mekanisk
De mekaniske teknikker til at registrere og gengive lyd er de ældste. Et eksempel er de selvspillende klaverer, mekaniske orgler og lirekasser, hvor musikken var kodet som huller i en papirstrimmel med ét hul for hver tone, som kort af karton hæftet sammen med tråd eller som stifter eller forhøjninger på en roterende valse eller skive. Markeringerne blev afkodet af bevægelige følere, og deres bevægelser udløste de toner, der var kodet. På visse mekaniske klaverer kunne en pianist indspille direkte på papirstrimlen, som således kom til at repræsentere den pågældende pianists spillestil. Dog kunne anslagsstyrke ikke registreres.
Opfindelsen af fonoautografen i 1857 ved Édouard-Léon Scott de Martinville gav en synlig registrering af lydbølgerne som striber på sodsværtet papir. Striberne blev trukket af en bevægelig nål, evt. over nogle vægtstænger, monteret på en membran, der bevægedes af lydbølgerne. Apparatet kunne ikke gengive lyden. At det var principielt muligt, blev erkendt af opfinderen, men Edisons opfindelse af fonografen standsede projektet.
En egentlig optagelse og gengivelse af lyd kom med Thomas Edisons fonograf. Her påvirker lydbølgerne en membran i bunden af en tragt (lydforstærkning), på hvis bagside er monteret en nål. Nålen berører den voksdækkede overflade på en cylinder, der drejes rundt af en lille motor (et urværk) eller et håndsving. Samtidig forskydes valsen langs sin akse, således at nålen beskriver en skruelinje på cylinderens overflade. Nålens bevægelser med membranen varierer dybden af furen svarende til lydbølgerne. Afspilningen foregår ved at lade en nål følge den allerede skårne fure. Nålens bevægelser overføres til en membran i en tragt, og gives videre som lyd. Nålen er forholdsvis blød for at mindske slitagen på fonografvalsen.
En konkurrent til fonografen blev grammofonen, der i stedet for en valse havde den lydbærende rille skåret i spiralform i en roterende skive. Ideen tilskrives gerne Emile Berliner, men også Alexander Graham Bell vides at have arbejdet med ideen. Grammofonen blev introduceret i USA i 1889. Omkring 1910 oversteg salget af grammofonplader salget af fonografvalser. Pladerne var nemmere at opbevare og forsende og kunne rumme længere optagelser. Desuden kunne man afspille begge sider ved at vende pladen. Grammofonplader fremkom i forskellige formater med forskellige omdrejningshastigheder, 78 omdrejninger i minuttet for plader lavet af en blanding med bl.a. shellak var længe den dominerende standard (deraf navnet ”gammel 78'er” om en gammel grammofonplade). Plader med andre dimensioner og omdrejningshastigheder kom frem, 33⅓ for Long Play-plader (”LP'er”) og 45 for ”singler”. Udformningen af rillen blev også modificeret, idet rillen blev mindre, hvilket krævede en anden stift/nål til afspilningen, og forskellige teknikker blev indført for at presse mere lyd ind på pladen og forbedre frekvensgengivelsen.
Stereofonisk lyd blev også indført ved at lade rillen gengive bevægelser langs to forskellige akser. Vinyl erstattede shellakblandinger. Vinyl gjorde pladerne mere holdbare.

## Elektronisk
Hvor de første lydoptagelser skete direkte og rent mekanisk, og hvor plader og valser evt. kunne kopieres ved en galvanoplastisk proces, Gjorde den elektroniske forstærker det muligt at foretage bedre og mere justerbare optagelser fra flere mikrofoner.
Dog var det tidligt, fra omkring 1899, muligt at foretage rent elektroniske lydoptagelser på telegrafonen, en ståltrådsoptager der var en forløber for båndoptageren og opfundet af danskeren Valdemar Poulsen. Brugen af magnetiske lydoptagelser og efterfølgende redigering og miksning af lyden, inden den blev skåret i masterpladen, forøgede kvaliteten af optagelserne yderligere.
Båndoptagelser blev før 2. Verdenskrig hyppigt anvendt, omend de kun blev brugt inden for store organisationer og radiofonier. I Tyskland udvikledes Hi-Fi-teknikken, tilsyneladende uden at blive bemærket i udlandet (er omtalt i et dansk tidsskrift, Radio Ekko, fra 1942). Princippet går ud på at overlejrer det signal, der skal optages på magnetbåndet, med et højfrekvent bias-signal. Det øger det spænd af frekvenser, der kan lagres, og gør gengivelsen særdeles naturtro. Båndoptageren kunne også anvendes som diktafon.

### Kassettebånd
Spolebånd med forudindspillet lyd blev aldrig rigtig benyttet som distributionsmedium for musik til offentligheden. Dette ændrede sig i slutningen af 1960'erne med fremkomsten af de meget mindre kassettebånd. Ud over at blive benyttet af båndamatører og andre til at optage radioudsendelser fra radioen, kunne kassettebånd sælges med forudindspillede musiknumre. Demobånd fra en håbefuld musiker eller musikgruppe kunne indsendes til producere og radiostationer.

## Tonefilmen
Tonefilmen medførte et behov for at kunne lagre lyden på et særligt spor på selve filmstrimlen. Her fandt to principper anvendelse. Med den ene metode, den optiske, var lyden lagret optisk. ved siden af rækken af billeder, var et smalt område, hvor en sort stribe med sin varierende bredde kunne ændre den mængde lys, der ramte en fotocelle. Spændingen fra fotocellen kunne forstærkes og udsendes over højttalere. Den anden metode havde et spor med magnetisk belægning, ganske magen til belægningen på et magnetbånd, og gengivelsen af lyden var som ved båndoptageren.

## Analog og digital
Al lydoptagelse var i begyndelsen baseret på rent analoge teknikker. Dvs. lydbølgernes variation i lufttrykket modsvaredes af trinløse variationer i en elektrisk spænding eller en tilsvarende bevægelse af mekaniske elementer.
I 1970'erne begyndte man for alvor at arbejde med digitale lydoptagelser. Her måles amplituden på lydsignalet et stort antal gange i sekundet (samplingsraten). Denne aflæste talværdi kan behandles med henblik på at fjerne støj og især med henblik på at komprimere lyden, således at lydoptagelsen ikke behøver fylde helt så meget som den oprindelige lyd. Optagelsen skete i lang tid på magnetbånd, f.eks. DAT-bånd eller videobånd med en digital lagring. Lyden blev konverteret til et analogt signal, inden den i form af grammofonplader eller kassettebånd, blev sendt på markedet.
Senere blev distribution i digital form på cd'ere fra 1982 eller dvd'ere mere udbredt.

## Computer
I dag kan personlige computere og mobiltelefoner optage lyd og umiddelbart konvertere lyden til et digitalt format. Lydfilerne kan lagres på harddisk, brændes på cd eller sendes over et netværk. Det er også muligt at redigere lyden på computeren.